# جک فریر (بازیکن فوتبال، زاده ۱۹۱۱)
جک فریر (انگلیسی: Jack Fryer؛ زادهٔ ۲۳ سپتامبر ۱۹۱۱) بازیکن فوتبال اهل بریتانیا است.
از باشگاه‌هایی که در آن بازی کرده‌است می‌توان به باشگاه فوتبال هال سیتی، باشگاه فوتبال ناتینگهام فارست، باشگاه فوتبال اورتون، و باشگاه فوتبال ورکسام اشاره کرد.